# Феликс Ванкел
Феликс Хајнрих Ванкел (Лар, 13. август 1902 — Хајделберг, 9. октобар 1988) био је немачки инжењер механике проналазач типа мотора са унутрашњим сагоревањем који се по њему назива Ванкелов мотор. 
Ванкел је рођен у Лару, био је једино дете Герти Ванкел (рођене Хајдлауф) и Рудолф Ванкела који је погинуо у Првом светском рату. Није добио никакво формално образовање, те захваљујући свом интересу за механику, посебно за моторе са унутрашњим сагоревањем, Ванкел је стекао довољно знања да 1924. осмисли идеју Ванкеловог мотора. Свој ротирајући мотор представио је по први пута 1960. године, а први модел возила који је и практично презентирао Ванкелов мотор био је НСУ Принц.